# Viktorija Čmilytė-Nielsen
Viktorija Čmilytė-Nielsen (nascuda el 6 d'agost de 1983) és una política i jugadora d'escacs lituana que actualment és la portaveu del Seimas. Premiada amb el títol de Gran Mestra per la FIDE l'any 2010, va ser campiona d'Europa femenina l'any 2011 i ha estat dues vegades campiona absoluta de Lituània.
Čmilytė-Nielsen va començar la seva carrera en política l'any 2015, quan va ser seleccionada per substituir Remigijus Šimašius al Seimas pel Moviment Liberal, i més tard va ser reelegida a les eleccions parlamentàries de 2016. Va començar a ascendir gradualment a les files del Moviment Liberal, fins a esdevenir la líder de l'oposició al Seimas el 2019 i va ser escollida presidenta del Moviment Liberal més tard aquell any. Va liderar el partit a les eleccions parlamentàries del 2020, on van guanyar 13 escons.

## Primers anys i formació
Viktorija Čmilytė-Nielsen va néixer a Šiauliai. Va començar a jugar als escacs als sis anys i va ser entrenada pel seu pare Viktor Ivanovič Čmil, un oficial de reserva actiu de la KGB d'ètnia russa. Després de graduar-se, Čmilytė-Nielsen es va traslladar a Riga per matricular-se a la Facultat d'Humanitats de la Universitat de Letònia. Es va llicenciar en filologia anglesa el 2007.

## Carrera d'escacs
Čmilytė-Nielsen va passar la seva primera carrera d'escacs sent entrenada pel seu pare. L'any 1993 va guanyar el Campionat d'Europa femení sub-12, i posteriorent, el 1995, va guanyar el Campionat del món a la mateixa categoria.
L'any 2000, a l'edat de setze anys, Čmilytė-Nielsen va guanyar tant els campionats nacionals femenins com absoluts de Lituània, celebrats a Vílnius. Va guanyar aquest últim superant els Grans Mestres Darius Ruzele, Víktor Gàvrikov i Aloyzas Kveinys, i els Mestres Internacionals Vaidas Sakalauskas i Vytautas Slapikas en el desempat. Čmilytė-Nielsen va tornar a guanyar el campionat absolut de Lituània el 2005 a la seva ciutat natal, en el desempat amb Šarūnas Šulskis.
Va quedar segona darrere de Jovanka Houska al Campionat d'Europa juvenil femení (sub-20) de l'any 2000 a Astúries. L'any 2001, la FIDE la va classificar número u mundial femení. El mateix any va guanyar el Torneig Corus Reserve Group a Wijk aan Zee.
Čmilytė-Nielsen va guanyar la medalla de plata al Campionat d'Europa individual femení el 2003 (Silivri), el 2008 (Plòvdiv) i el 2010 (Rijeka). Va guanyar el Campionat d'Europa d'escacs ràpids femení el 2007. Va ser guardonada amb el títol de Gran Mestra el 2010, després d'haver aconseguit les normes requerides al Festival d'escacs de Gibraltar de 2008, al Campionat d'Europa d'escacs per equips de 2009 i al Campionat d'Europa individual femení de 2010. El 2011, Čmilytė-Nielsen finalment va guanyar la medalla d'or al Campionat d'Europa individual femení.
Čmilytė-Nielsen va competir al Campionat del Món Femení d'escacs per primera vegada l'any 2000, quan va arribar a la tercera ronda. El 2004 va ser derrotada als quarts de final per l'excampiona del món femenina Maia Chiburdanidze. El 2006, Čmilytė-Nielsen va arribar a les semifinals i va perdre davant l'eventual subcampiona, Alisa Galliamova. El 2008 i el 2010 va ser eliminada a la segona volta, mentre que el 2010 i el 2015 va ser eliminada a la tercera ronda.

### Competicions per equips
Čmilytė-Nielsen ha jugat amb la selecció lituana a l'Olimpíada d'escacs de 2010 (secció oberta) i en altres ocasions va participar en les Olimpíades d'escacs femenines, on va guanyar dues medalles d'or individuals al primer tauler, la primera a Istanbul l'any 2000 (9½/12).) i la segona a Calvià l'any 2004 (8½/11). Va guanyar-se un lloc a l'equip per primera vegada quan tenia tretze anys (a Erevan, 1996) i va ser primer tauler als quinze (Elista, 1998), aportant en cada ocasió una puntuació positiva.
A la Frauenbundesliga (Bundesliga femenina) a Alemanya, és membre de l'equip de l'OSC Baden Baden, però també ha jugat alguna lliga d'escacs a Suècia.

## Carrera política

### Carrera parlamentària
Čmilytė-Nielsen va entrar en política el 2015, com a membre del Moviment Liberal. Després que Remigijus Šimašius va renunciar al Seimas per prendre possessió com a alcalde de Vílnius, Čmilytė-Nielsen va ocupar el seu escó al parlament.
Un any després, Čmilytė-Nielsen va ser seleccionada per presentar-se a les eleccions parlamentàries de 2016 amb el Moviment Liberal, com a candidata a la seva llista nacional de partit. Finalment, va ser escollida parlamentària i, posteriorment, va començar a formar part del comitè d'afers europeus i del comitè de drets humans. Durant aquest mandat al parlament, Čmilytė-Nielsen va començar a acumular més influència i prestigi dins del partit, exercint com a vicepresident adel grup parlamentari del Moviment Liberal el 2017 i el 2018, i més tard servint com a presidenta del grup parlamentari des del 2018. El 2019, va ser seleccionada per servir com a líder de l'oposició de Seimas, convertint-se en la portaveu i líder dels grups parlamentaris contraris al govern actual de Skvernelis. Més tard va dimitir com a líder de l'oposició i va ser substituïda per Julius Sabatauskas, però posteriorment va ser escollida com a presidenta del Moviment Liberal el setembre de 2019.

### Moviment liberal
Com a presidenta del partit, Čmilytė-Nielsen va tenir l'encàrrec de liderar el Moviment Liberal a les eleccions parlamentàries de 2020, on el partit va obtenir 13 escons. Després de la certificació dels resultats de les eleccions, va sorgir que probablement es formaria una coalició entre el Moviment Liberal, el Partit de la Llibertat i els guanyadors de les eleccions Unió Patriòtica - Democristians Lituans (UP-DL). Amb Ingrida Šimonytė com a candidata a primer ministre, Čmilytė-Nielsen seria un dels tres líders principals del govern entrant, a més de Šimonytė i el líder del Partit de la Llibertat, Aušrinė Armonaitė, seguint els passos del gabinet de Marin a Finlàndia per tenir un govern liderat per dones. El 9 de novembre es va signar l'acord de coalició entre UP-DL, el Moviment Liberal i el Partit de la Llibertat.
El 13 de novembre va ser escollida com a presidenta del parlament, rebent 106 vots, convertint-se en la tercera dona que ocupa el càrrec.

## Vida personal
A més del seu lituà nadiu, també parla amb fluïdesa l'anglès, el rus i el castellà.
Čmilytė-Nielsen es va casar amb el Gran Mestre d' escacs letó-espanyol Alexei Shirov el 2001, fins que es va divorciar el 2007. El 2013 es va casar amb el gran mestre d'escacs danès Peter Heine Nielsen. Té quatre fills.